# Merinidi
I Merinidi  (in arabo مرينيون‎?, Marīniyyūn o in arabo بنو مرين‎?, Banū Marīn - 1248-1465) furono una dinastia berbera  di religione musulmana sunnita appartenente al gruppo dei Banū Zanāta, che regnarono per due secoli su buona parte dell'attuale Marocco e che, per un breve periodo, imposero il proprio dominio su tutto il Maghreb e su parte della Spagna islamica tra il 1229 e il 1248
La tribù d'origine dei Merinidi originariamente era costituita da nomadi che vivevano nel nord del Sahara della regione dell'Ifriqiya (attuale Tunisia). La desertificazione progressiva della regione e l'arrivo della tribù araba Banu Hilal li spinsero verso la parte più occidentale del Maghreb, dove si stabilirono nel bacino dell'alto corso del fiume Mulūyā), tra le città di Figuig e Sigilmassa.

I Merinidi prendono il nome dal loro antenato Marīn ibn Wartajān al-Zanātī.
Dopo che, nel 1212, gli Almohadi nella Penisola iberica, furono sconfitti dall'unione degli eserciti castigliani, aragonesi-catalani, navarresi e portoghesi (non parteciparono alla battaglia solo le truppe del León), nella battaglia di Las Navas de Tolosa, dal 1215, i Merinidi iniziarono a combattere i loro correligionari per sostituirsi ad essi nel governo della parte occidentale del Maghreb, riuscendo nell'impresa in una quarantina d'anni. Il loro nuovo dominio si estendeva dal Mar Mediterraneo ai monti del Rif e dell'Atlante, all'Oceano Atlantico, con le città di Taza e Fès in posizione centrale. Nel 1269, posero fine alla dinastia almohade, con la presa di Marrakesh, ultimo loro baluardo.
Dal 1275, i Merinidi parteciparono attivamente alle lotte dei Nasridi del Sultanato di Granada contro gli attacchi dei regni cristiani della Penisola iberica. Nel XIV secolo tentarono anzi di estendere il loro dominio sulla penisola, riuscendo a riconquistare Gibilterra e una parte dell'Andalusia (1333), ma furono fermati all'assedio di Tarifa e con la sconfitta subita, assieme al loro alleato, il Sultano di Granada, Yūsuf I, al rio Salado (detta anche Battaglia di Tarifa), nel 1340, ad opera di truppe castigliane e portoghesi, dovettero abbandonare definitivamente la penisola iberica.
Nel 1358, alla morte del re merinide, Abū ʿInān Fāris, ucciso da uno dei suoi visir, iniziò la decadenza della dinastia: fatto che permise ai regni cristiani della penisola iberica di portare la guerra sul loro dominio, permettendo loro di installarsi in alcune località della costa. Contemporaneamente i loro visir accrescevano sempre più i loro poteri sino a che una famiglia di visir (i Banū Wattāṣ, o Wattasidi) esautorò definitivamente i Merinidi, sostituendosi a loro nell'esercizio del governo ed assumendo i pieni poteri sulle regioni dell'attuale Marocco.
Amanti della cultura e delle arti, i Merinidi svilupparono Fès, la loro capitale, come importante centro culturale di apprendimento, con la costruzione di palazzi, infrastrutture, fortificazioni, fontane,  giardini e soprattutto edifici religiosi splendidamente decorati, costruirono arsenali e porti a Ceuta e a Salé. Contrariamente alle dinastie che li avevano preceduti (Almoravidi e Almohadi), i Merinidi non furono mossi da zelo religioso e il loro governo fu caratterizzato da una politica di tolleranza religiosa verso la minoranza ebraica, e verso i cristiani iberici, che spesso i sultani della dinastia utilizzarono come mercenari (Farfanes).
La produzione letteraria in epoca merinide è abbondante e varia, spaziando dalla poesia alla biografia, dall’agiografia alla filosofia e alla geografia, con Ibn Battuta e al-Abdari. Grande sviluppo ebbe la storiografia, con opere importanti come quelle di Ibn Idhari e Ibn Khaldun.

## Galleria d'immagini

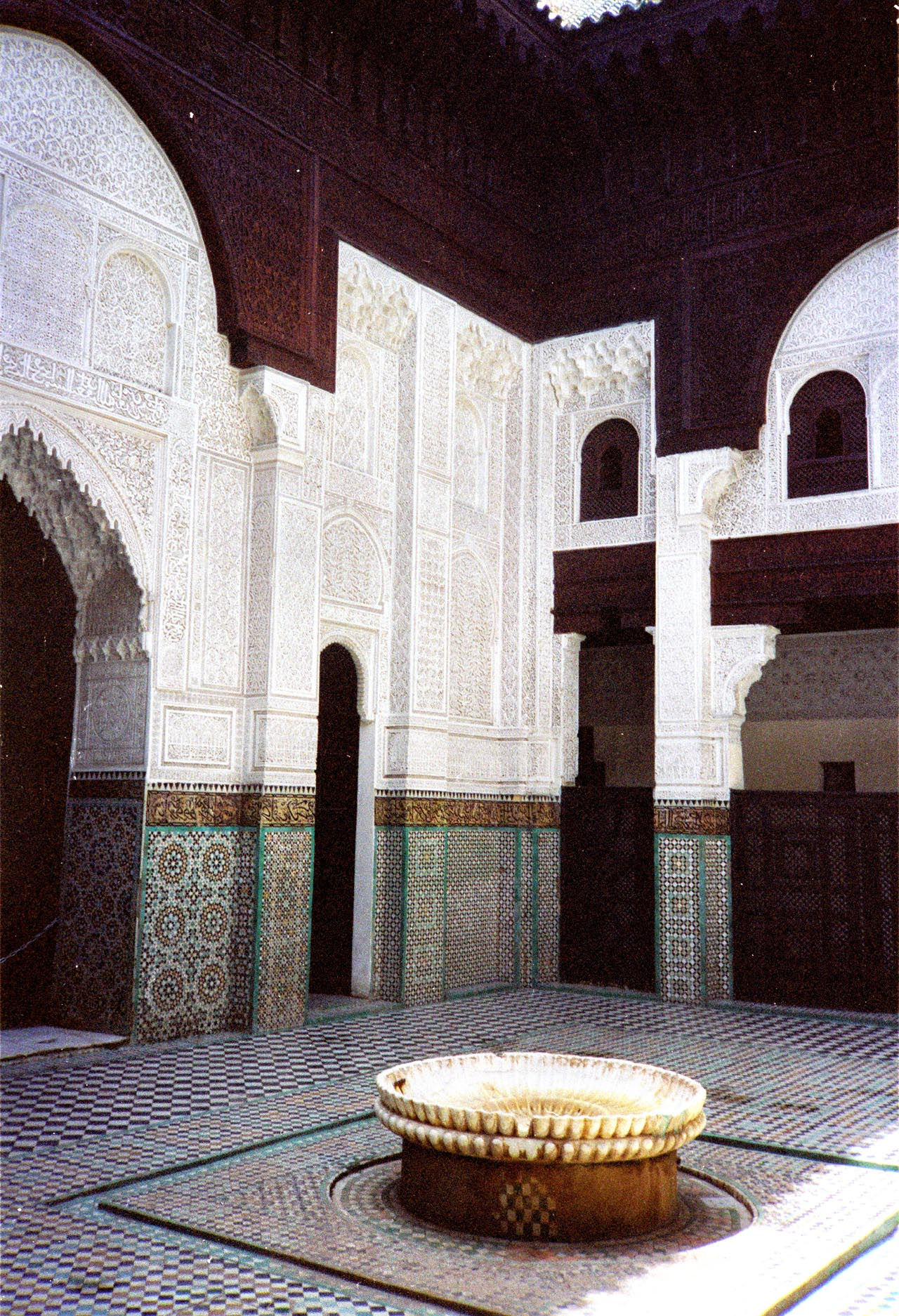
La Madrasa Abū ʿInāniyya di Meknès (Marocco), fatta costruire da Abu Inan Faris a partire dal 1350.
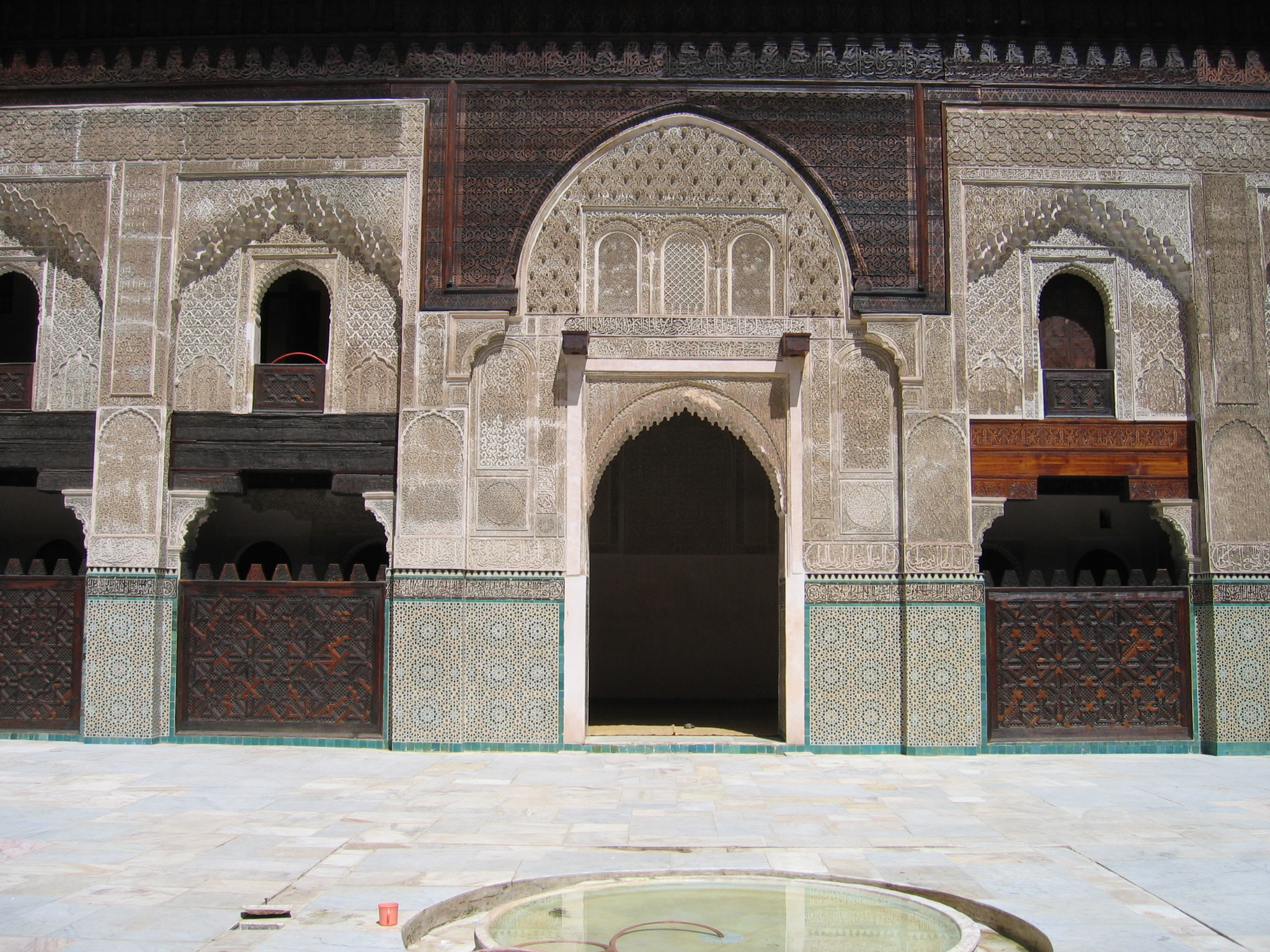
La Madrasa Abū ʿInāniyya di Fès (Marocco), altra opera del merinide Abu Inan Faris.
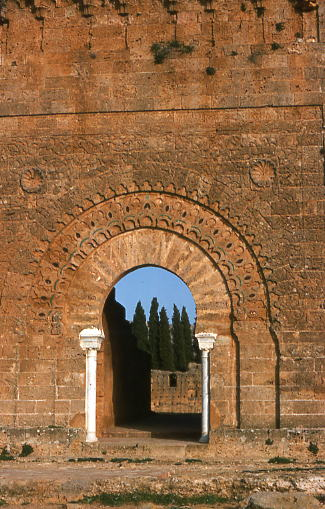
Rovine della moschea di al-Maḥalla al-Manṣūra, edificata a pochi chilometri a O di Tlemcen, Algeria.
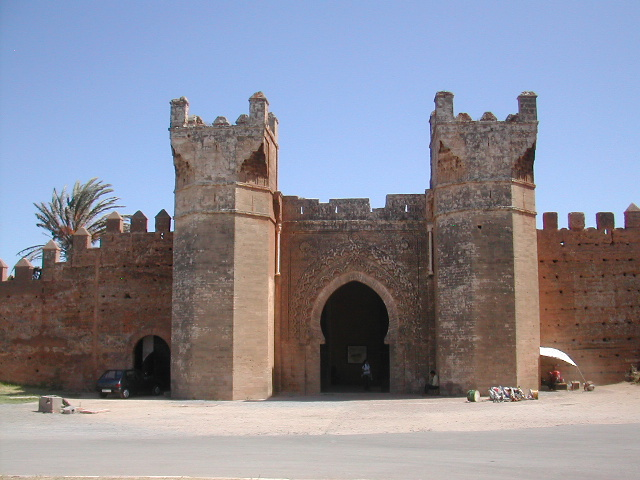
Porta della necropoli merinide di Chella, Rabat, Marocco.
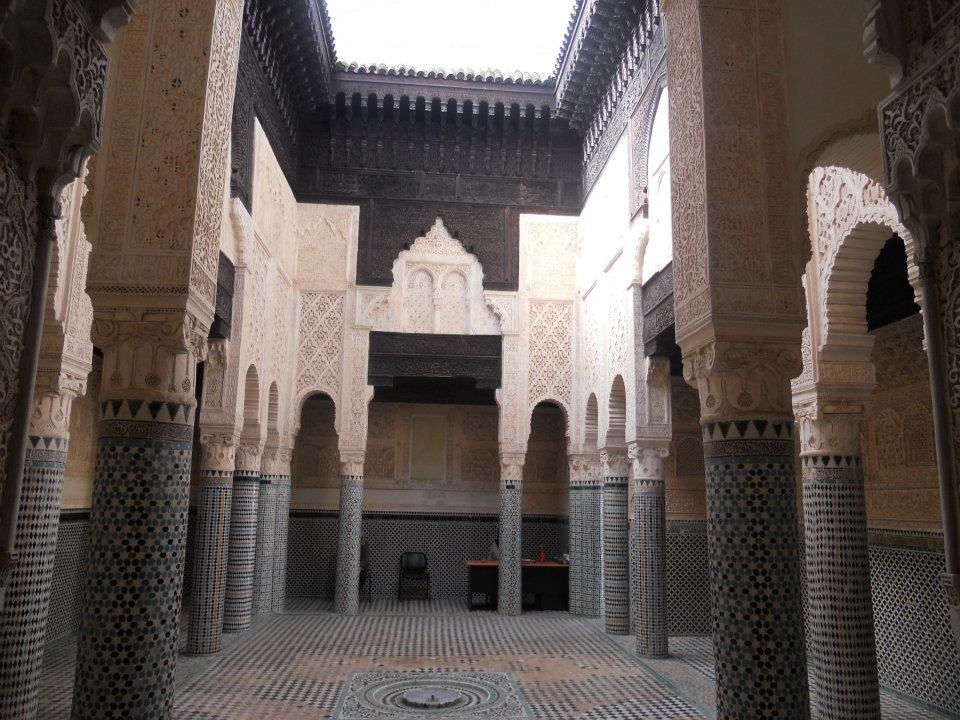
Madrasa di Salé (Marocco), fatta costruire dal Sultano Abu al-Hasan b. Uthman nel 1341.
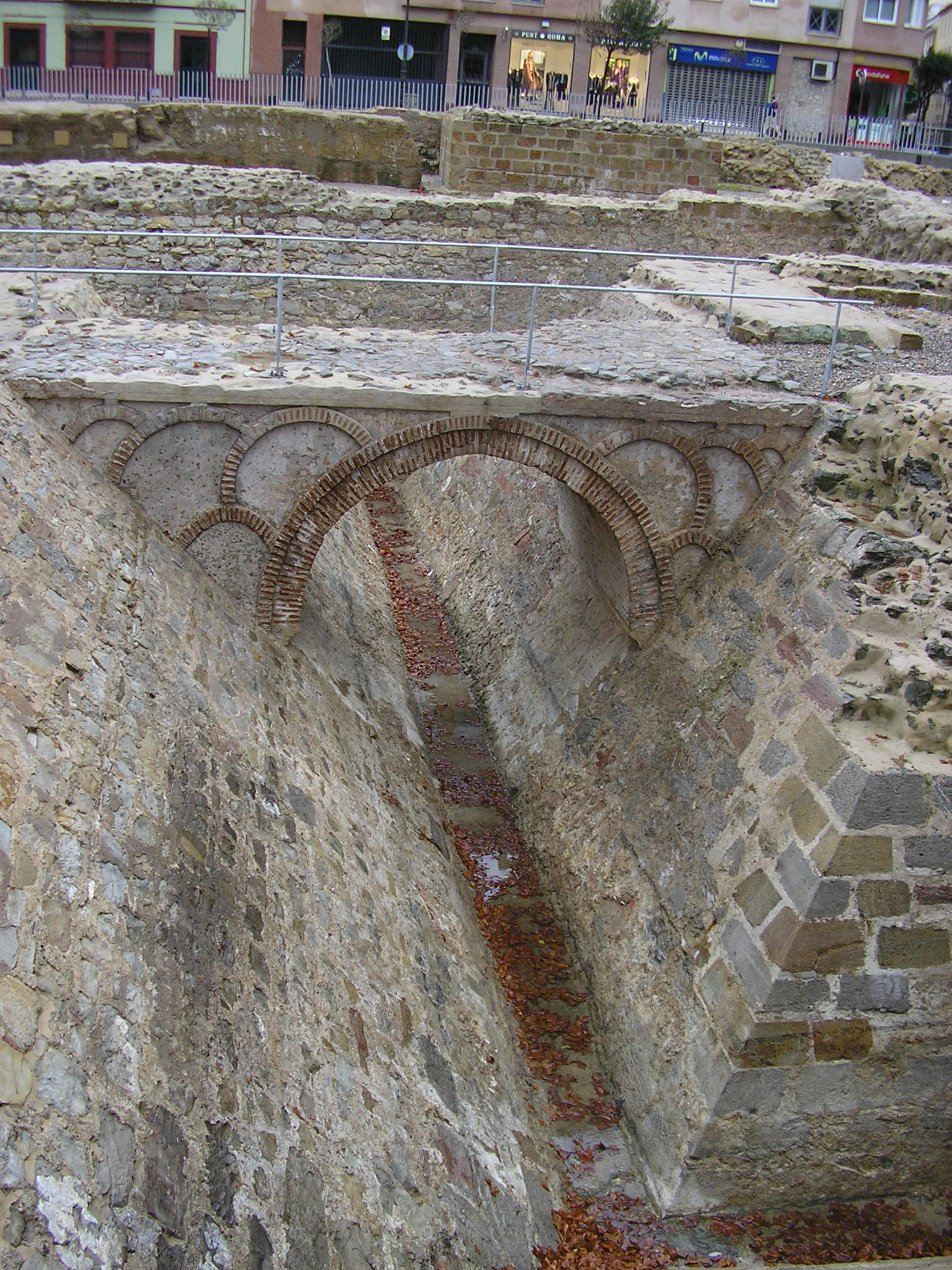
Scorcio di un ponte ad Algeciras, Spagna, facente parte di un più ampio complesso di fortificazioni fatte costruire dai Merinidi.
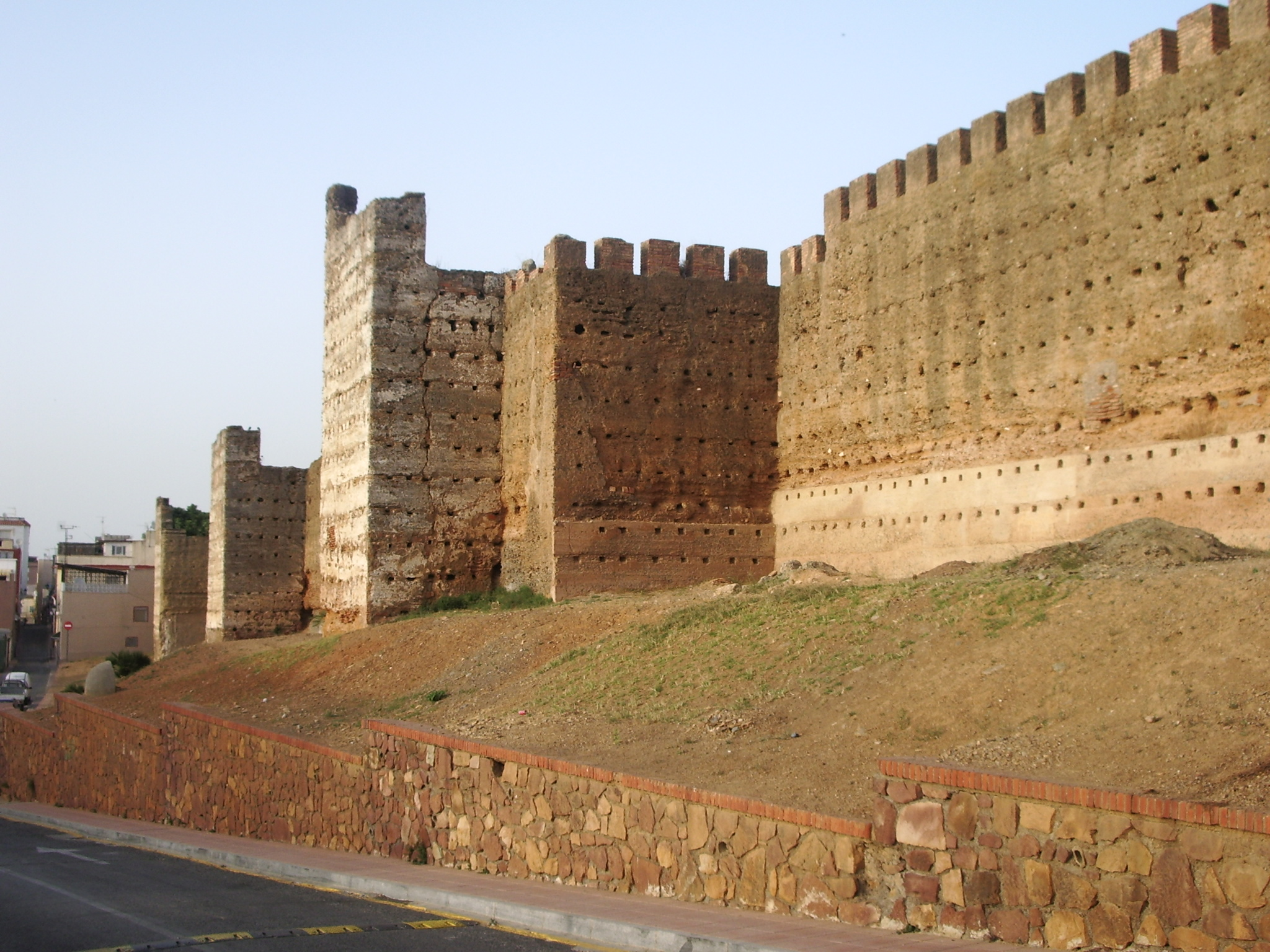
Mura Merinidi di Ceuta, Marocco.
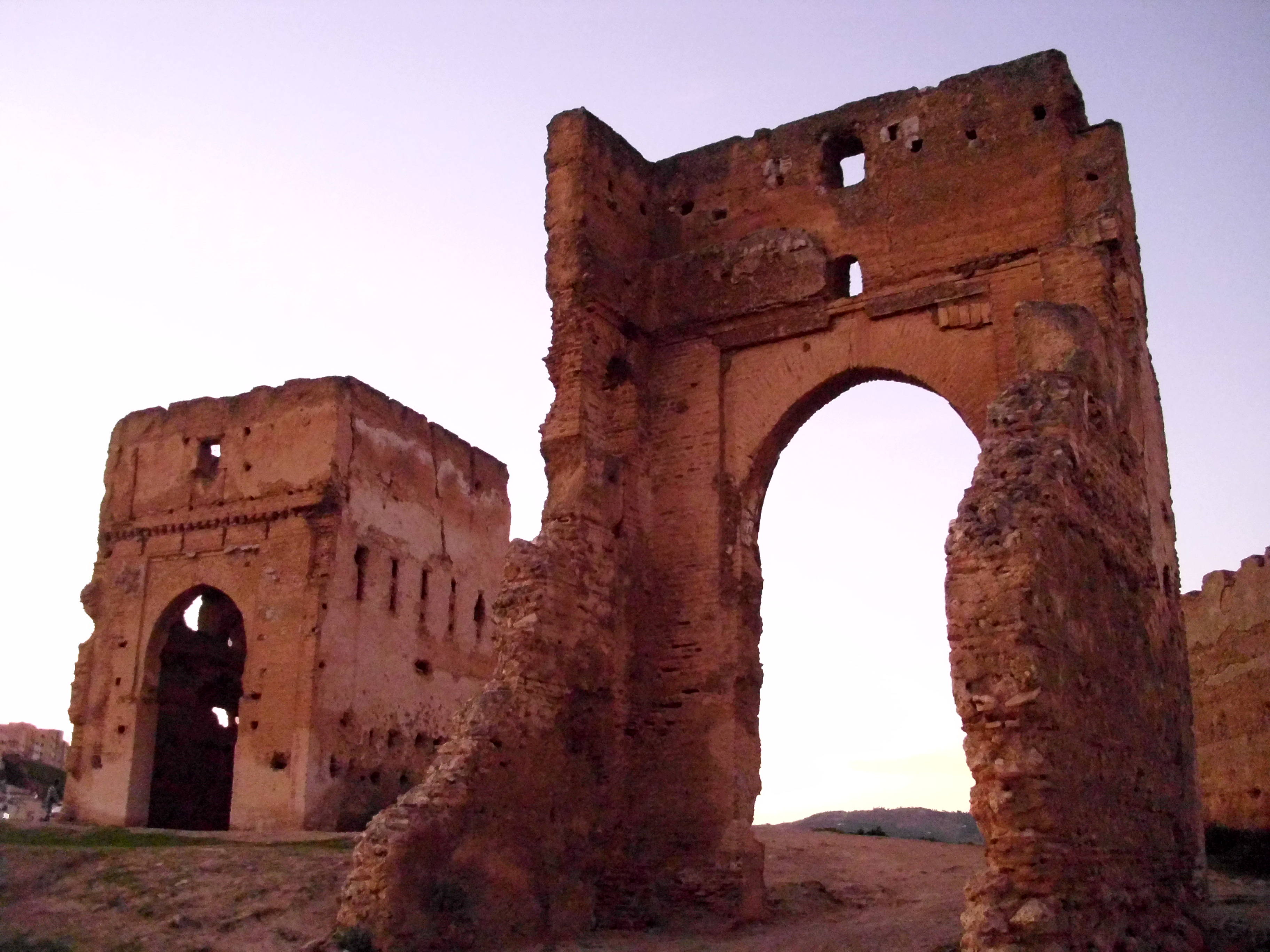
Rovine delle Tombe Merinidi a Fès, Marocco

## I fondatori della dinastia merinide
- 1215 - 1217: ʿAbd al-Ḥaqq
- 1217 - 1240: ʿUthmān b. ʿAbd al-Ḥaqq

### I sultani merinidi
- 1240 - 1244: Muḥammad b. ʿAbd al-Ḥaqq
- 1244 - 1258: Abū Yaḥyā b. ʿAbd al-Ḥaqq
- 1258 - 1286: Abū Yūsuf Yaʿqûb b. ʿAbd al-Ḥaqq
- 1286 - 1307: Abu Yaqub Yusuf al-Nasr
- 1307 - 1308: Abū Thābit ʿĀmir
- 1308 - 1310: Abū al-Rabīʿ Sulaymān
- 1310 - 1331: Abu Sa'id Uthman II
- 1331 - 1348: Abū al-Ḥasan b. ʿUthmān
- 1348 - 1358: Abū ʿInān Fāris
- 1358 - 1361: Prima crisi merinide: Inizio del «regno dei visir »
  - 1358 - 1358: Abu Zayyan Muhammad II
  - 1358 - 1359: Abū Yaḥyā Abū Bakr b. Fāris
  - 1359 - 1361: Abū Salīm Ibrāhīm
  - 1361 - 1362: Abū ʿUmar Tash[u]fīn
- 1362 - 1366: Abu Zayyan Muhammad II
- 1366 - 1372: Abū Fāris ʿAbd al-ʿAzīz b. ʿAlī
- 1372 - 1393: Seconda crisi merinide: Ripresa del « regno dei visir»
  - 1372 - 1373: Muḥammad al-Saʿīd
  - 1374 - 1384: Abū al-ʿAbbās (a Fès).
  - 1384 - 1386: Mūsā b. Fāris (Assicurò una specie d'interim durante il regno di Abū al-ʿAbbās)
  - 1386 - 1387: al-Wāthiq (Assicurò la seconda parte dell'interim durante il regno di Abū al-ʿAbbās)
  - 1384 - 1387: Abū Zayd ʿAbd al-Raḥmān (Durante il regno di Abū al-ʿAbbās à Fès regnò su Marrakesh)
  - 1387 - 1393: Abū al-ʿAbbās (seconda parte del regno)
- 1393 - 1396: Abū Fāris ʿAbd al-ʿAzīz b. Aḥmad
- 1396 - 1398: Abu 'Amir 'Abd Allah
- 1398 - 1421: Abū Saʿīd ʿUthmān b. Aḥmad
- 1420 - 1465: Abū Muḥammad ʿAbd al-Ḥaqq